# パリスの審判 (クラナッハ)

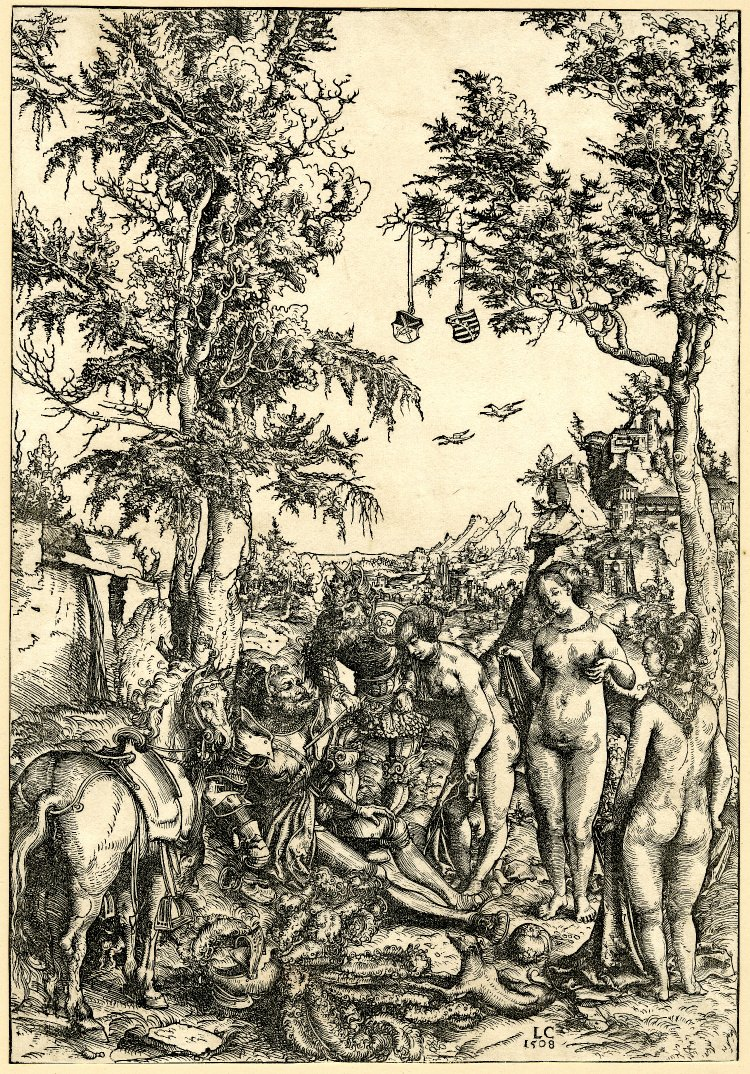
ルーカス・クラナッハの木版画『パリスの審判』。1508年。大英博物館所蔵。

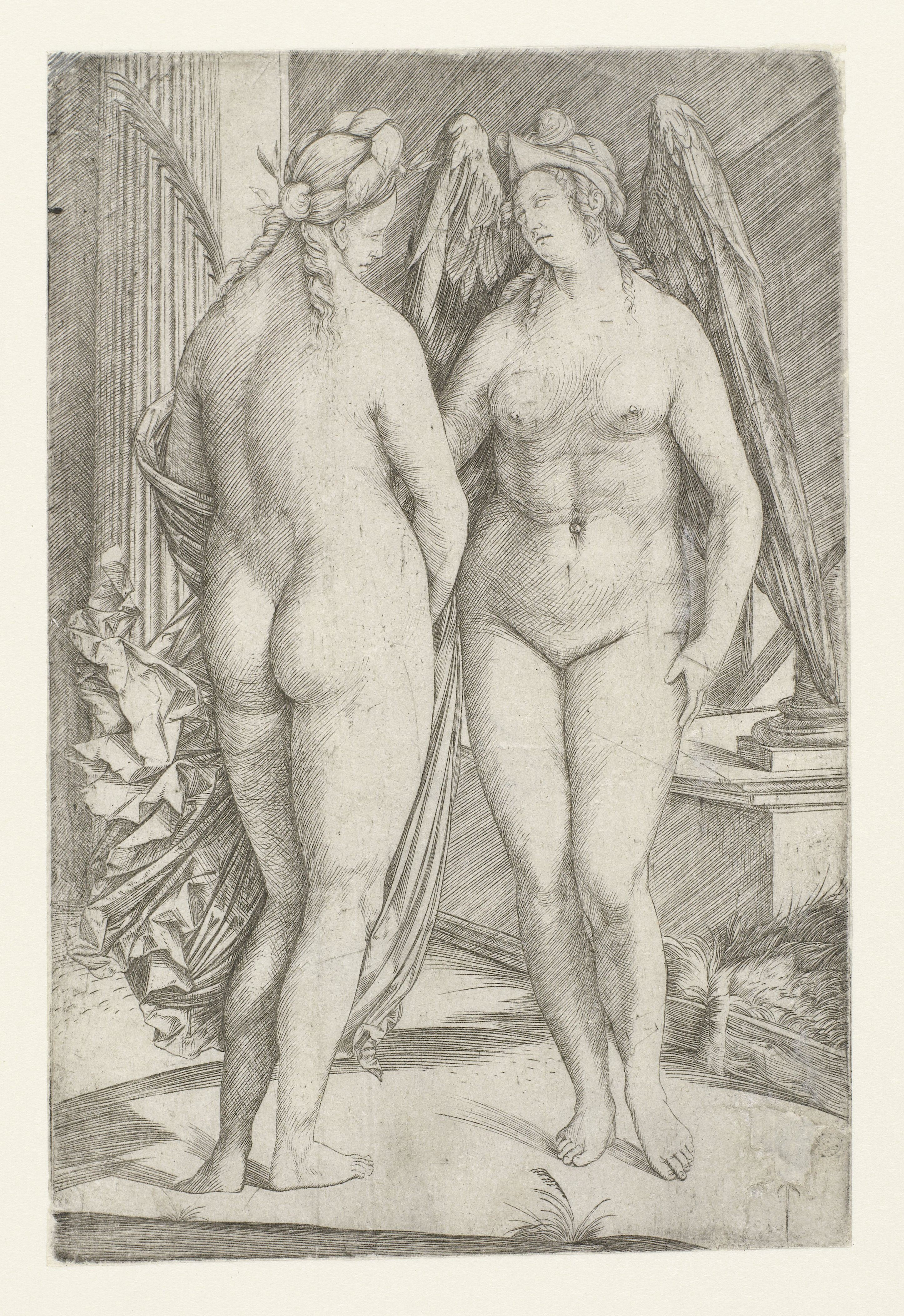
ヤコポ・デ・バルバリのエングレービング『勝利と名声』。1498年-1500年。

『パリスの審判』（独: Das Urteil des Paris, 英: The Judgment of Paris）は、ドイツルネサンス期の画家ルーカス・クラナッハが制作した一連の絵画作品である。主題はギリシア神話の有名なエピソードであるパリスの審判から取られている。これはクラナッハの中でも特に人気があった主題の1つで、細部が異なる同様の構図の作品を繰り返し制作している。代表的なバージョンだけでも10前後の作例が知られており、工房作や同名の息子ルーカス・クラナッハ、追随者を加えるとさらに作例は増える。初期の作例としてテキサス州フォートワースのキンベル美術館のバージョンのほか、ニューヨークのメトロポリタン美術館、カールスルーエ州立美術館、ミズーリ州のセントルイス美術館、コペンハーゲン国立美術館のバージョンなどが有名である。

## 主題
不和の女神エリスは英雄ペレウスと海の女神テティスの結婚式に一人だけ招かれなかったことを怒り、黄金の林檎に「最も美しい者へ」と刻んで結婚の宴の中に投げ入れた。すると3人の女神ヘラ、アテナ、アプロディテは黄金の林檎を自分にこそふさわしいと主張して譲らなかったので、ゼウスは羊飼いとして育てられたトロイア王子パリスに裁定をゆだねた。ヘルメスに案内されてパリスのもとを訪れた女神たちは報酬と引き換えに黄金の林檎を自分に与えるよう要求した。そこでパリスは絶世の美女を与えると約束したアプロディテに林檎を与えた。この判定によってパリスはスパルタ王の妻ヘレネをさらってトロイアに帰還し、後にトロイア戦争の原因を作ることとなった。

## 作品
クラナッハは中世の騎士の甲冑を身にまとったパリスを描いている。彼は森の中で、自分の馬を木に繋ぎ、その根元に腰を下ろしている。その眼前では老人の姿をしたヘルメスと3人の女神たちが立っており、ヘルメスはパリスに女神たちを紹介し、また女神たちはいずれも肌をさらしてたがいの美を競い合っている。またパリスの頭上ではアプロディテの息子エロスが自分の母親に向けて矢を放とうとしている。遠景には森の隙間に都市やあるいは岩山の上にそびえる城が描かれている。
クラナッハは多くの『パリスの審判』を制作したが、そのすべてに共通しているのはトロイア王子パリスが騎士の姿で描かれ、またヘルメスが長い白髭を貯えた白髪の老人として描かれていることである。しかし古代神話ではパリスは生まれるとすぐに捨てられ、羊飼いとして育てられたと伝えられている。この違いはクラナッハがトロイア戦争を中世騎士物語として翻案したグイド・デレ・コロンヌの『トロイア落城物語』に依拠して描いているためである。コロンヌによるとパリスは狩の途中で道に迷い、馬を木につないで眠った。すると夢の中に女神たちを伴ったヘルメスが現れ、審判役を依頼する。そのため、いくつかの作例ではパリスは眠った姿で描かれ、ヘルメスもまたパリスを起こそうとしている（ヨアネウム版、シアトル美術館版）。あるいはパリスはいかにも眼覚めたばかりのような、ぼんやりした表情を見せている（コペンハーゲン国立美術館版、メトロポリタン美術館版、カールスルーエ州立美術館版）。
図像的には初期の版画に影響を受けている。例えばバンデロールのマイスターによる約1460年のエングレービングや、プリュギアのダレスの『トロイア滅亡の歴史物語』の1502年のヴィッテンベルク版の木版画挿絵などであり、女神のポーズについてはヤコポ・デ・バルバリのエングレービング『勝利と名声』（Victory and Fame, 1498年-1500年）に触発されている。これらの図像はクラナッハの1508年の木版画に影響を与えており、さらにこの木版画の図像は数年後のキンベル美術館版に始まるクラナッハや彼の工房の絵画の少なくとも12のバージョンの原型となった。

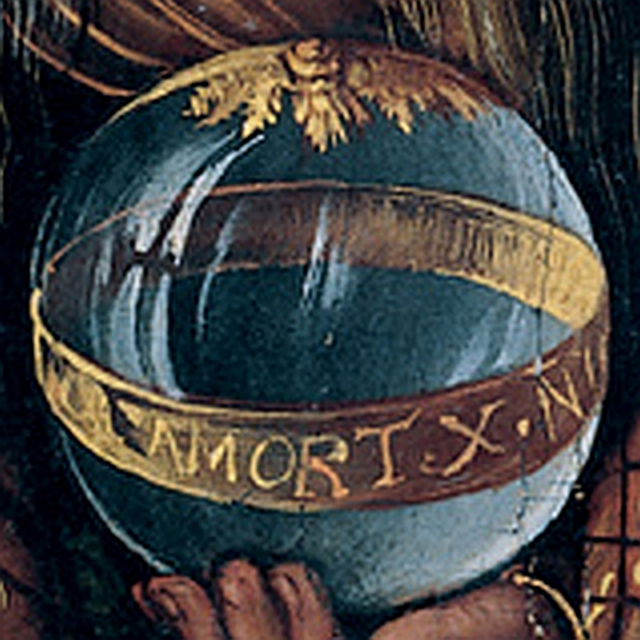
ヘルメスが持つ水晶玉。キンベル美術館版。

神々の伝令使ヘルメスは青年ではなく老人の姿で描かれている。これはヘルメスが中世では雄弁と理性の擬人化として老学者として表現されたことと関係がある。ヘルメスが手に持っている透明な水晶玉かあるいは金細工で装飾された宝玉はおそらく黄金の林檎が変化したものである。またいくつかの作例ではヘラの象徴である孔雀の羽根を身に着けており、ヘラとのつながりが暗示されている（コペンハーゲン国立美術館版、セントルイス美術館版）。
女神たちはいずれも愛らしく悪戯っぽい笑みをたたえている。裸体表現は若くしなやかな身体を当時の流行の最先端の帽子や宝飾品、わずかなヴェールで引き立てるクラナッハの特徴がよく表れている。しかしどの女神もアトリビュートが描かれていないため、判別は困難である。ただしいくつかの作例ではエロスが弓矢の狙いを女神の1人に定めていたり、またセントルイス美術館版のように女神の1人が宝玉＝林檎を受け取ろうとしているのでアプロディテを見分けることができる。このように女神たちがほとんど区別なく描かれていることは、パリスの選択の難しさを象徴していると考えられている。背景では針葉樹に覆われたドイツの山地が冷たい北方の空気とともに描き出されているが、それゆえに女神たちの裸体の不自然さがいっそう際立ち、彼女たちの官能性を引き立てている。

## 解釈
中世の人文主義においてパリスの審判は重要な意味を持っていた。クラナッハは1501年から1505年頃までウイーンの人文主義に親しんでおり、そこでこの絵画も人文主義の視点から解釈できると主張されている。それによると3人の女神はそれぞれ異なる生活様式を象徴している。すなわち、アテナは観照的生活（vita contemplativa）を、ヘラは活動的生活（vita activa）を、アプロディテは快楽的生活（vita voluptaria）を象徴し、パリスの選択の困難さはどの生活を送るか選択することにあるという。アテナの瞑想的な生活は最も高く評価され、かつ最も困難であり、パリスの誤った選択はアプロディテの官能的な喜びに対する鑑賞者への警告となった可能性がある。ただし、そうした警告が有効であるためには、女神たちが誰であるか明確に識別できる必要があると指摘されている。錬金術の視点からは、3人の女神は「大いなる業」における卑金属が金へと変換する3つの段階を表していると主張されている。

## ヴァリアント

### キンベル美術館版
- 制作年：1512年-1514年
- 技法    ：油彩・板
- サイズ：43 x 32.2 cm[3]
- 所蔵：キンベル美術館所蔵

現在知られている最も初期の作例である。水辺に座りこんだ騎士姿のパリスに対して、ヘルメスは黄金の甲冑をまとった老将の姿をとっている。
絵画は19世紀にドイツの画家フランツ・フォン・レンバッハのコレクションとしてミュンヘンにあり、1899年に娘のガブリエレ・フォン・レンバッハ・ニーヴン・デュモン（Gabriele von Lenbach Neven DuMont）に相続された。ガブリエレの一族が所有していた絵画は1996年にロンドンの美術市場に現れ、サザビーズの12月11日の競売で別の個人コレクションの手に渡った。その後、キンベル美術館は2004年にアダム・ウィリアムズ・ファイン・アート（Adam Williams Fine Art）を通じて絵画を購入した。

### シアトル美術館版
- 制作年：1516年-1518年
- 技法    ：油彩・板

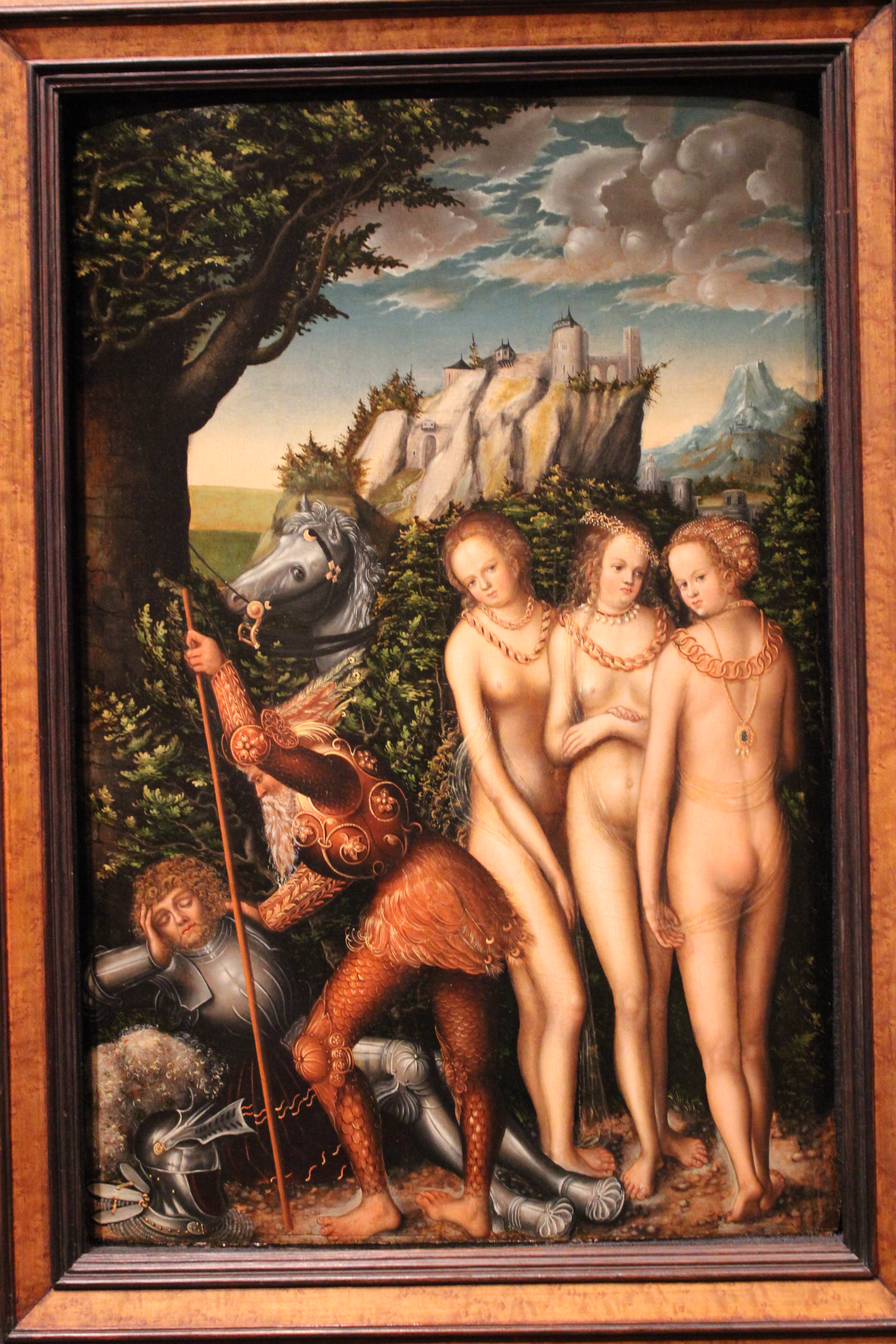
シアトル美術館版。

- サイズ：63.5 x 41.9 cm[6]
- 所蔵：シアトル美術館所蔵

シアトル美術館版はヘルメスがパリスの上に覆いかぶさるようにして立ち、眠っているパリスを起こそうとしているところに特徴がある。また背景の城は多くの作例では画面右に描かれているが、この作品では画面の中央に描かれている。
絵画が最初に確認されるのはドイツのハンブルクである（Kroger Collection）。その後シェンク男爵（Baron von Schenck）が所有するところとなり、1936年以前までにはマクデブルク近郊のフレヒティンゲン城（Flechtingen Castle）にあった。おそらくアムステルダムのティルマン（Tillmann）が所有したのち、1948年にルロイ・マンソン・バッカス（Le Roy M. Backus）のコレクションとして大西洋を渡った。シアトル美術館が取得したのは1952年1月3日である。
シアトル美術館版は他に非常によく似た工房作のヴァリアントが2つ存在している。それぞれ1991年、2008年にサザビーズで競売にかけられ、現在はいずれも個人のコレクションに所蔵されている。

### メトロポリタン美術館版
- 制作年：1528年
- 技法    ：油彩・板

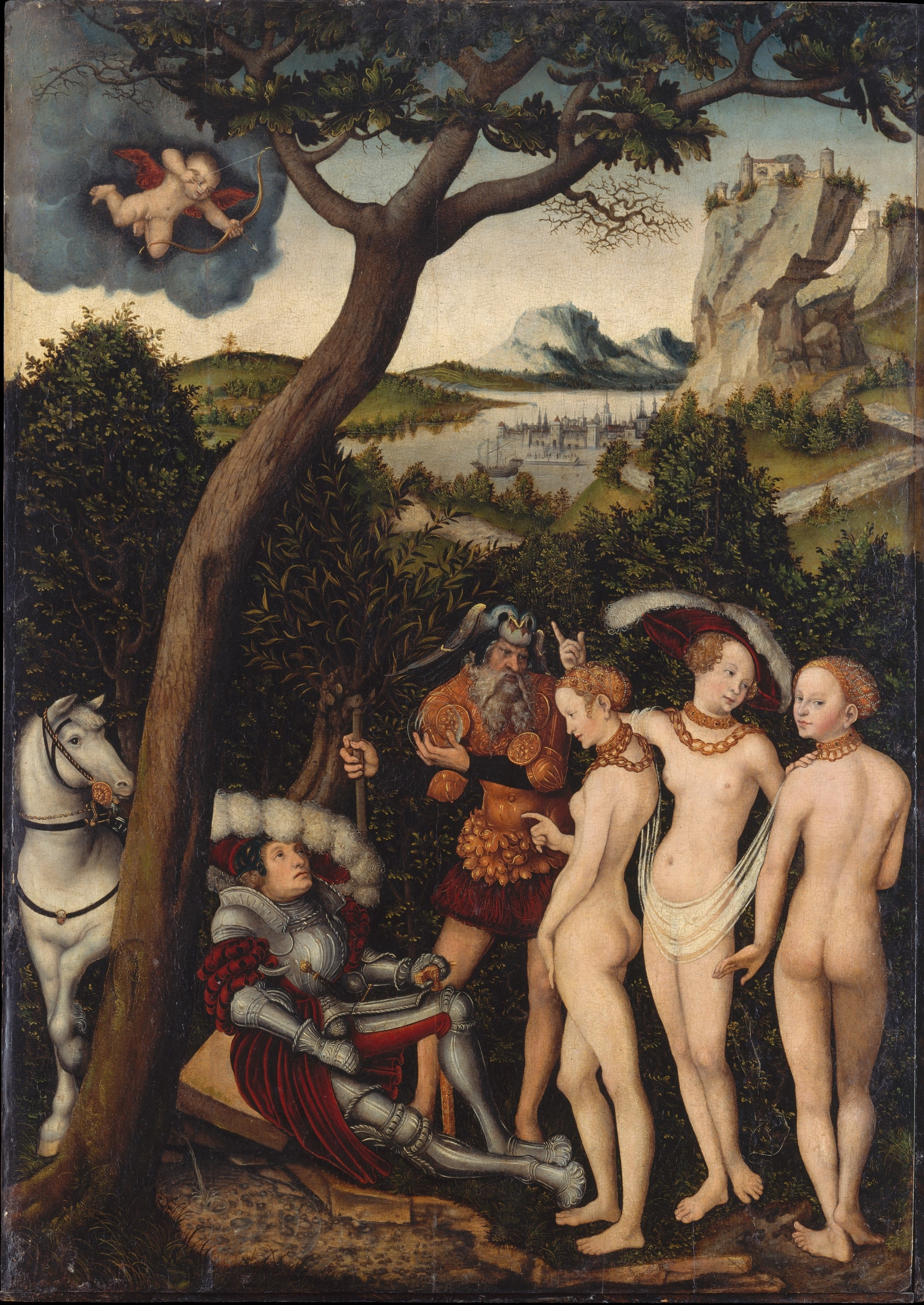
メトロポリタン美術館版。

- サイズ：101.9 x 71.1 cm[2]
- 所蔵：メトロポリタン美術館所蔵

メトロポリタン美術館版ではパリスは金のウォーハンマーを持ち、女神たちを見上げている。パリスのロングコートとパフ、スラッシュスリーブは当時の宮廷ファッションを反映している。ダチョウの羽のポンポンが付いた巨大なベレー帽は、高位の軍司令官が着用したもので、おそらくこの絵画でクラナッハのパトロンたちに紹介された。これに対して、ヘルメスが被っている2羽の鳥が乗った奇妙な帽子は空想である。この作例ではアプロディテは比較的明確に判別できる。3人の女神のうち中央に立つ女神だけが羽飾りのある赤い帽子とヴェールで身を飾り、最も魅力的に描かれている。またエロスも中央の女神に狙いをつけている。おそらく背景に描かれた海岸の都市はトロイアであり、その真上に配置された葉のない枯れた木の枝は、都市に破壊が来ることを暗示している。
最初に記録された絵画の所有者は、19世紀末のポーランド南西部のシレジア、グラーツ郡ミッテルシュタイン（Mittelsteine）、リュトヴィッツホフ（Lüttwitzhof）のリュトヴィッツ男爵（Freiherr von Lüttwitz）である。その後ウォリスフルト（Wallisfurth）のコンラート・フォン・ファルケンハウゼン男爵（Freiherr Konrad von Falkenhausen）のウォリスフルト城（Schloss Wallisfurth）、ブレスラウのE・ハブリッヒ（E. Hubrich）嬢、ベルリンの美術史家ゲオルク・フォス（Georg Voss）を渡り歩き、ミュンヘンの美術収集家マルセル・フォン・ネメシュ（Marczell von Nemes）のコレクションに加わった。ネメシュは1922年から24年にかけて絵画をニュルンベルクのゲルマン国立博物館に貸与し、その後アムステルダムのFrederik Muller & Cieに売却。メトロポリタン美術館は1928年に絵画を取得した。

### セントルイス美術館版
- 制作年：1530年
- 技法    ：油彩・板

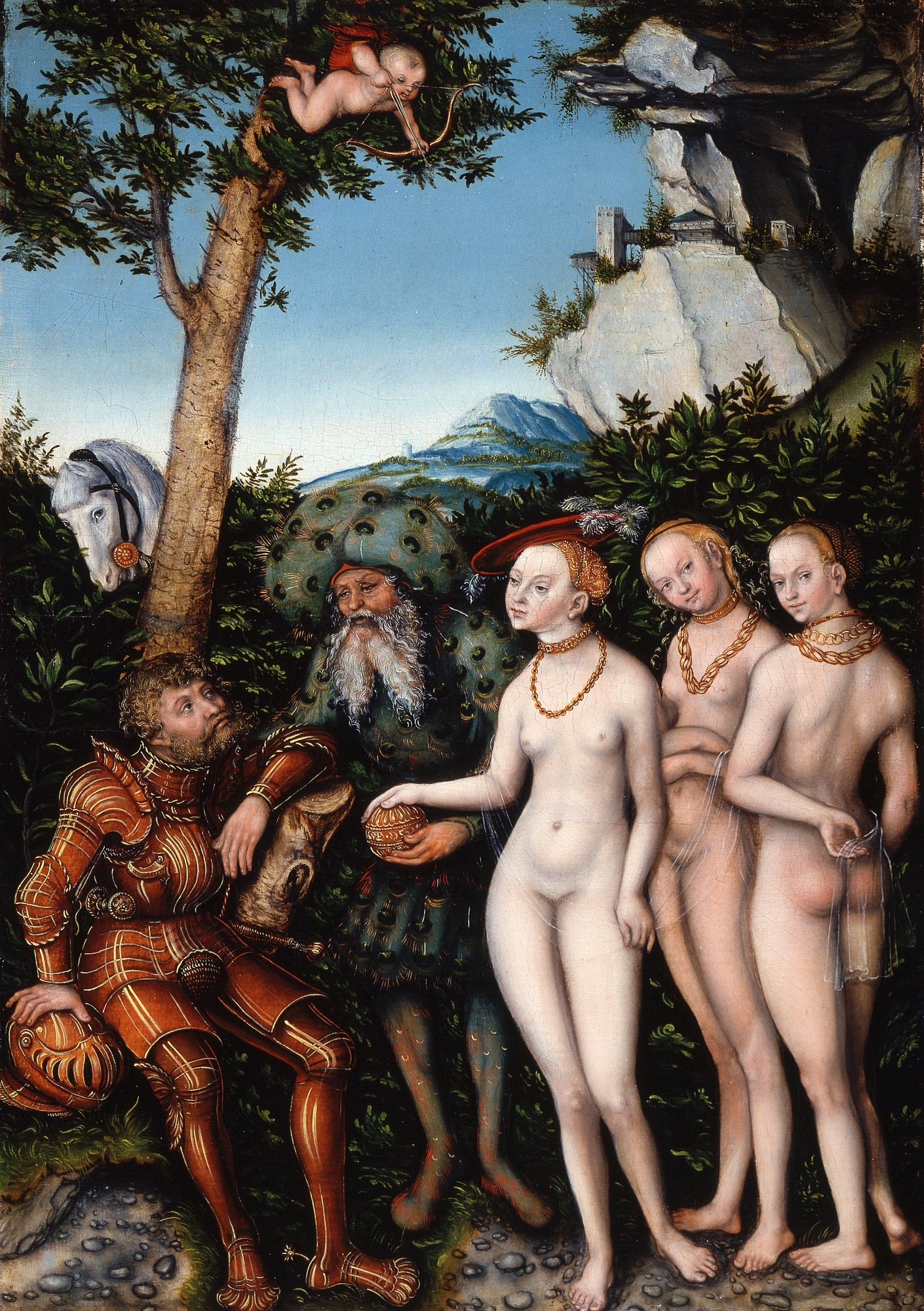
セントルイス美術館版。

- サイズ：50.8 x 36.4 cm[10]
- 所蔵：セントルイス美術館所蔵

セントルイス美術館版ではパリスがアプロディテに勝利を与えた場面を描いている。ヘルメスは孔雀の羽をあしらった見事な衣装を身にまとい、手に黄金の宝玉を持っている。アプロディテはその宝玉に手を乗せ、あごを持ち上げて誇らしげな態度で描かれている。対して右端のヘラは恥ずかしげに背中を向けて鑑賞者の側に振り向き、中央のアテナは頭を傾けている。
絵画が最初に記録されたのはドイツのテューリンゲン州ゴータ、ゴータ州立博物館（Gotha Landesmuseum）の1890年の目録である。1932年3月4日、ベルリンのヴァン・ディーメン・ギャラリー（Van Diemen Gallery）とニューヨークのニューハウス・ギャラリー（Newhouse Gallery）は絵画を共同で所有し、ニューハウス・ギャラリーは同年4月28日にセントルイス美術館に売却した。

### カールスルーエ州立美術館版
- 制作年：1530年
- 技法    ：油彩・板

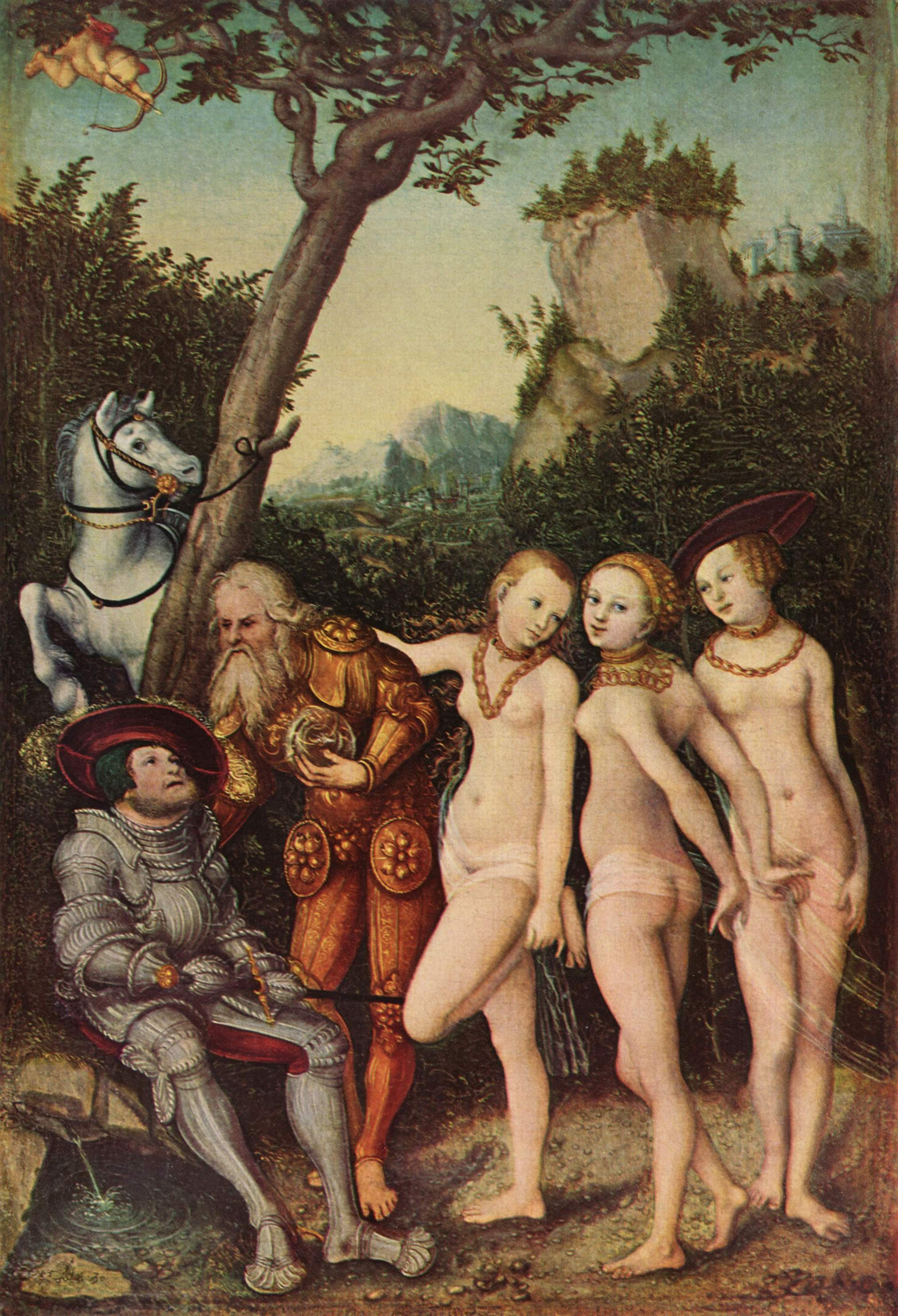
カールスルーエ州立美術館版

- サイズ：35 x 23.7 cm[11]
- 所蔵：カールスルーエ州立美術館所蔵

甲冑をまとったヘルメスはパリスに対して身を屈め、パリスはつい先ほどまで眠っていたかのような顔でヘルメスを見上げている。馬もヘルメスと女神たちとの遭遇に驚いているように見える。
ボヘミア地方トウジムの、ザクセン公国の遺産に由来するバーデン＝バーデン辺境伯伯爵夫人シビラ・アウグスタのコレクションとして1691年のインベントリに記載されている。1772年にはラシュタット城にあり、1832年にそこからカールスルーエに移された。

## ギャラリー
上記以外にも以下のような作例が知られている。

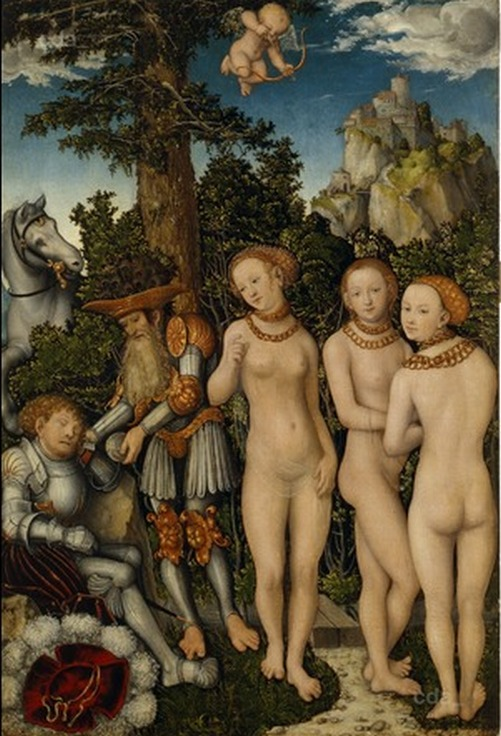
1515年 ヨアネウム（英語版）所蔵
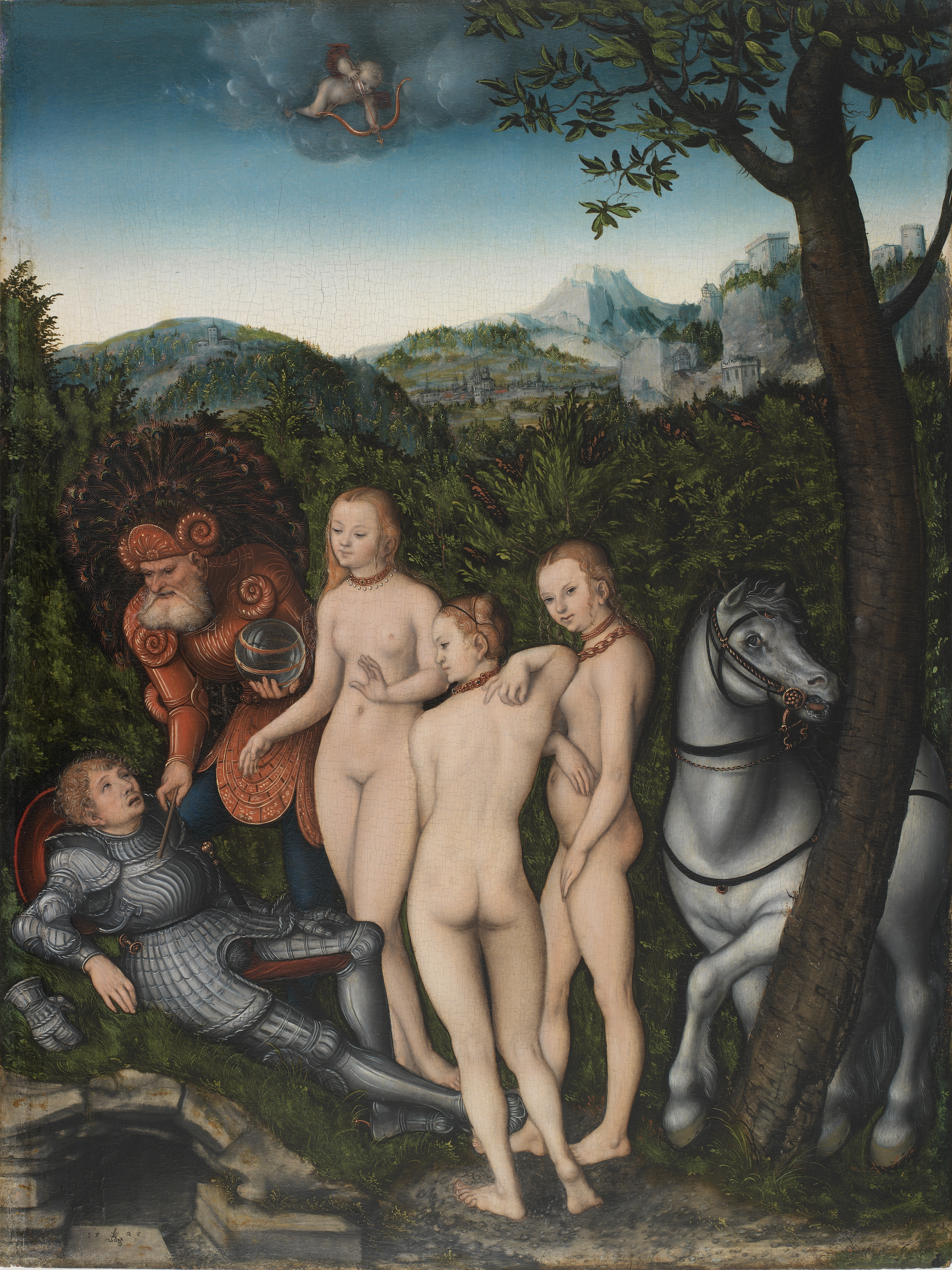
1527年 コペンハーゲン国立美術館所蔵
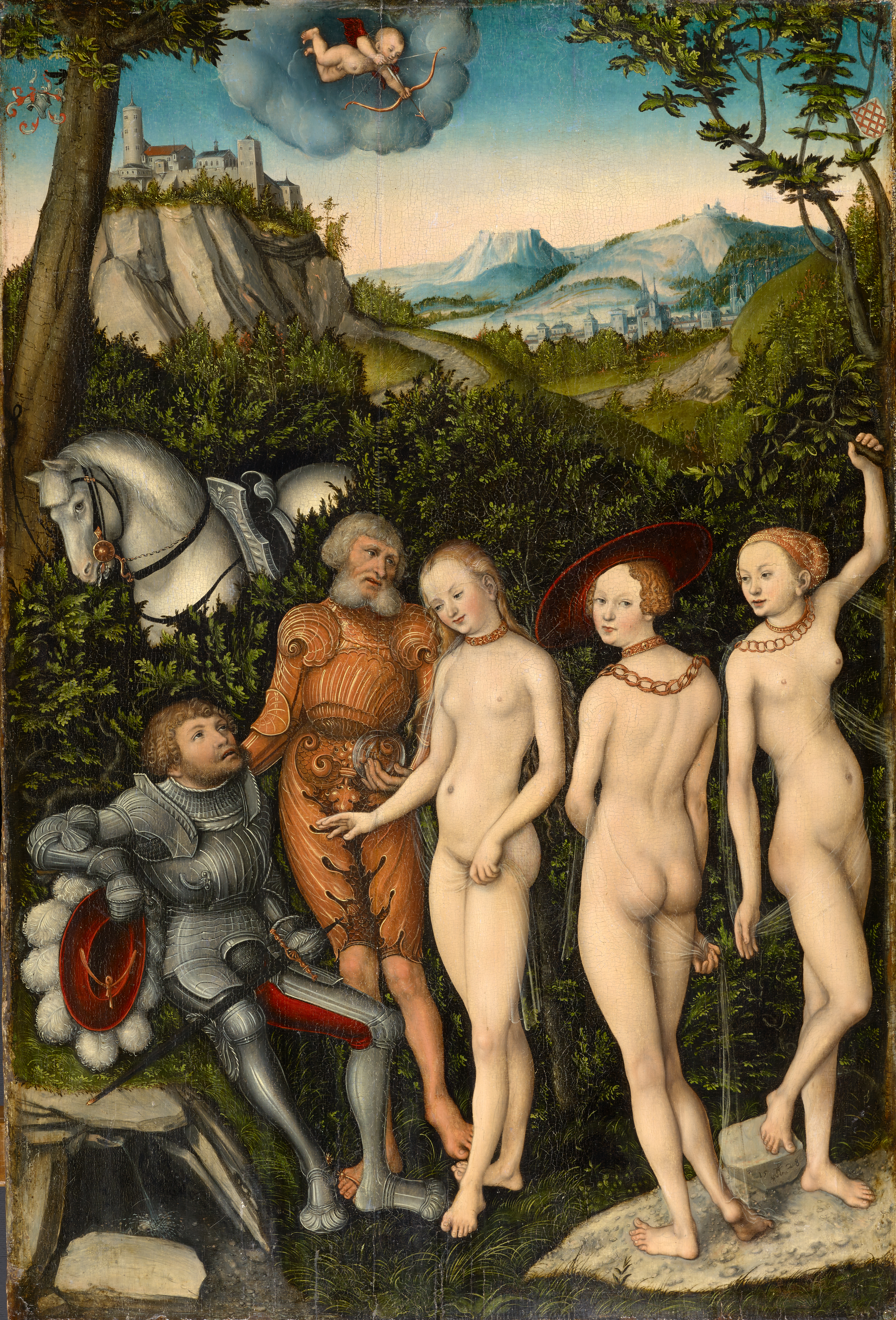
1528年 バーゼル市立美術館所蔵
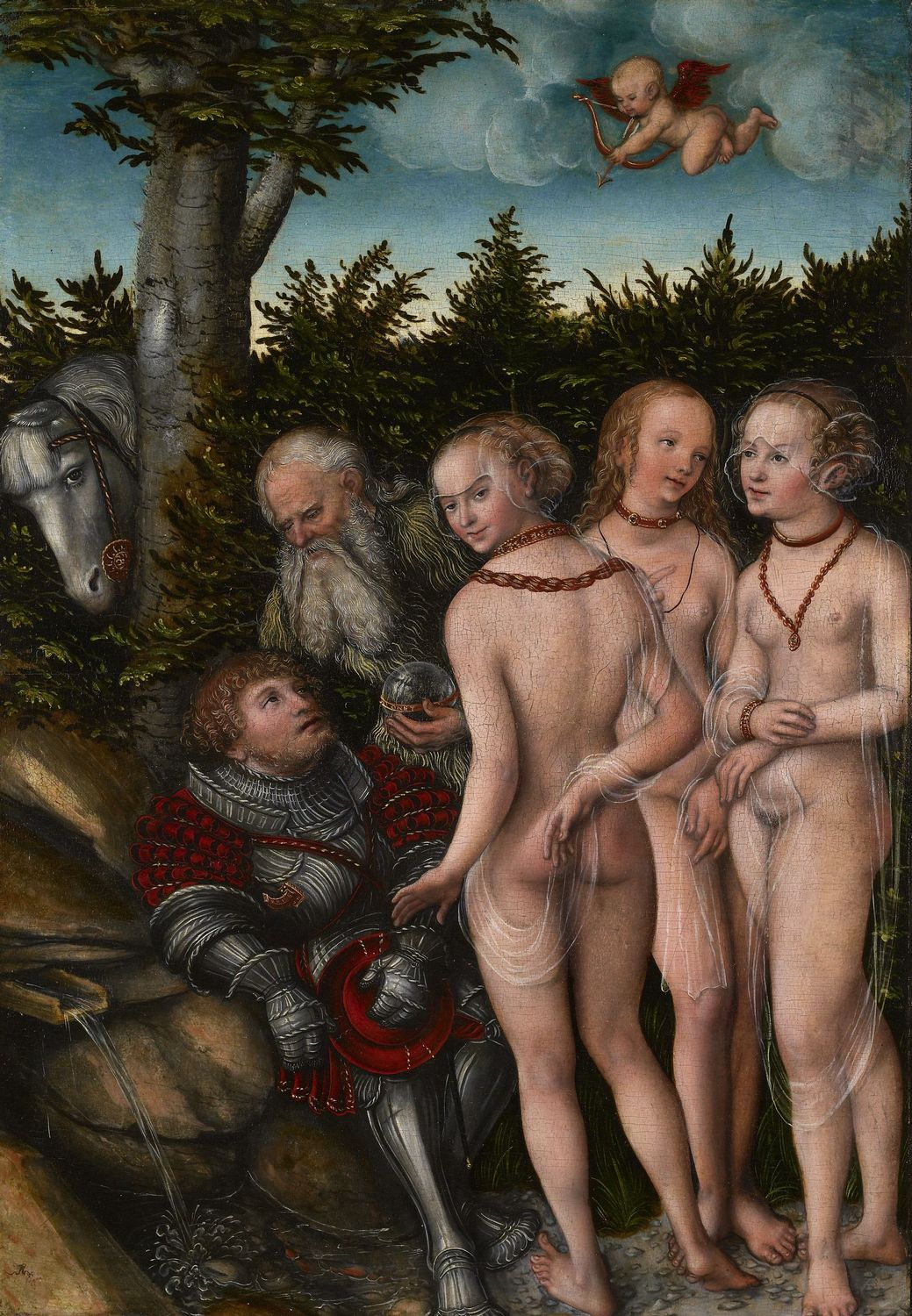
1537年から1540年の間 イギリス王室コレクション所蔵
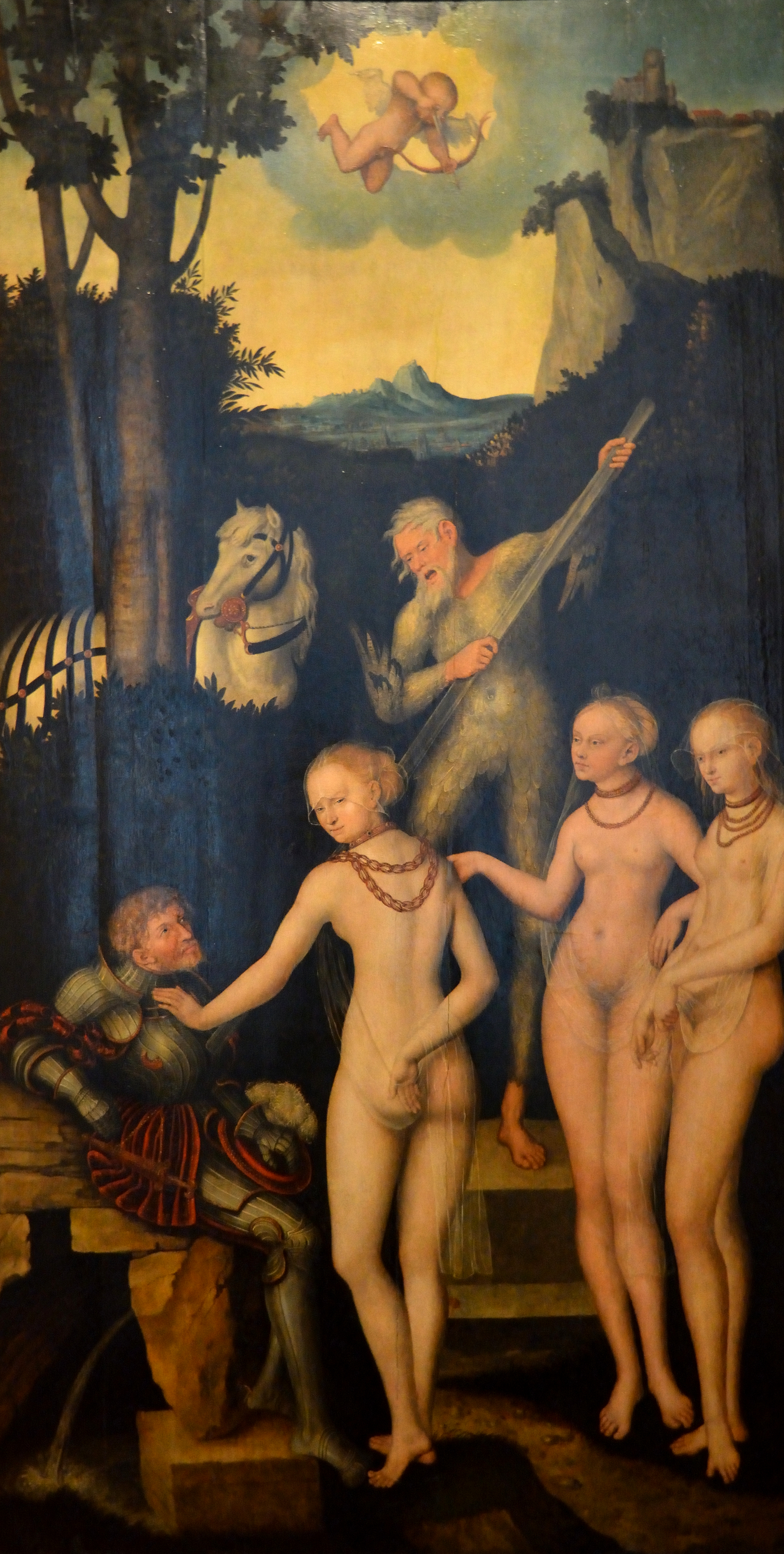
1540年-45年 グルーネヴァルト狩猟宮殿（英語版）所蔵